# Ormosia revoluta
Ormosia revoluta är en ärtväxtart som beskrevs av Velva Elaine Rudd. Ormosia revoluta ingår i släktet Ormosia och familjen ärtväxter. Inga underarter finns listade i Catalogue of Life.